# روني رودريغوس
روني رودريغوس (بالبرتغالية: Rony Rodrigues‏) هو شخصية أعمال برازيلي، ولد في 30 أبريل 1979 في بورتو أليغري في البرازيل.